# Tresz Zsuzsanna
Tresz Zsuzsanna (Pécs, 1956. augusztus 30. – 2025. január 19.) Jászai Mari-díjas magyar díszlet- és jelmeztervező, bábművész.

## Életpályája
A Pécsi Művészeti Gimnáziumban kerámiát, plasztikát tanult. Szakmai gyakorlatát a Zsolnay gyárban végezte. A helyi Bóbita Bábegyüttesben ismerkedett meg a bábozással, 1981-től hivatalosan is a színház tagja.1985-ben végzett a bábstúdióban. 1987-1991 között a Pécsi Nyári Színház jelmeztervezője volt. 1990-től szabadúszóként dolgozott Magyarországon és külföldön.

## Filmes munkásság
- Szamba (1996)
- Szeressük egymást, gyerekek! (1996)

## Díjai, elismerései
- Jászai Mari-díj (2017)[5]